# Большие Тороки
Большие Тороки — солоноватое озеро в России, расположенное в Восточно-Барабинской низменности на севере Каргатского района Новосибирской области, в правобережье Каргата, к востоку от Убинского озера.

## Общие сведения
Озеро имеет близкую к овальной форму, береговая линия слабо изрезана. Высота над уровнем моря — 133 м. Площадь озера — 10,2 км² (по другим данным — 9,5 км²), водосборная площадь — 49,2 км². Длина с севера на юг составляет около 4,2 км, ширина в средней части достигает 2,9 км. Общая минерализация составляет 1081 мг/л, вода имеет гидрокарбонатный магниево-натриевый состав. Глубина колеблется от 0.5 до 1.5 м. Питание осуществляется за счет атмосферных осадков, подземных и паводковых вод.

## Описание
Значительных притоков не имеет. Острова отсутствуют. Берега пологие, покрытые травой и камышом, в значительной мере заболочены. На западе, где к озеру вплотную подступает Теренинское болото, из озера прорыт мелиоративный канал, соединяющий озёра Большие и Малые Тороки. На востоке вытекает протока, впадающая в Каргат. У северного берега находится посёлок Ровенский, в 2,3 км к юго-востоку — село Верх-Каргат. 